# 韩亚航空214号班机空难
韩亚航空214号班机是一趟從韓國仁川国际机场飛往美國旧金山国际机场的跨太平洋定期客運航班，美西時間2013年7月6日，一架執飛該航班的波音777-28EER客機（註冊編號：HL7742）在預定目的地美國旧金山国际机场降落時墜毀，造成机上291名乘客和16名机组人员當中，3人死亡，187人受伤，而後美方调查认定事故原因是飞行员操作失误。此為1995年波音777客機投入商業運營以来的首起致命空難，也是韓亞航空自1988年成立以來第三起致命空難；之前的兩起致命空難分別為1993年7月26日733號航班（天候因素）和2011年7月28日991號航班（貨艙失火）。

## 坠毁经过

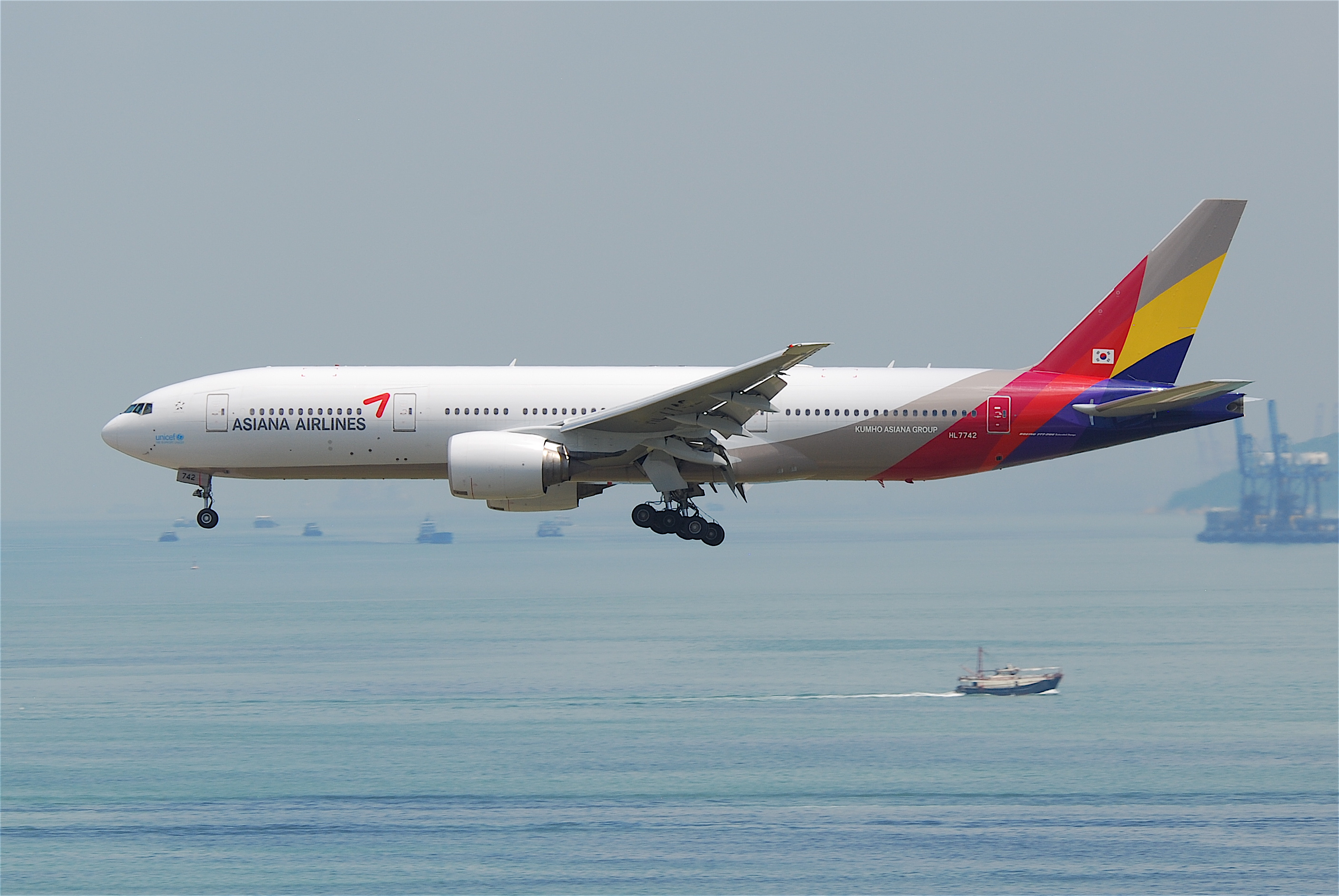
失事飞机（2011年7月31日摄于香港國際機場）

韩亚航空214号班机为波音777-28EER，配备普惠PW4090引擎，注册編号HL7742，2006年3月交付韩亚航空服役。這航班有三位机长，值班机长李江鞠（이강국，Lee Kang-kook）担任機師(正驾驶)， 他拥有近1万小时的飞行经验，驾驶777的经验为43小时。副機師(副驾驶)兼飞行导师是机长李鄭閔（이정민，Lee Jeong-min）， 他拥有超过1.2万小时的飞行经验，驾驶波音777飞机的经验为3220小时（他在本次航班上担任副機師，并且是值班机长的飞行导師）。另一組位非值班机組副机师奉东元（봉동원，Bong Dong-won）以及正机师李锺柱（이중주，Lee Jong-joo）則坐在乘客艙。
从仁川国际机场起飞。旧金山当地时间2013年7月6日中午11时26分（UTC时间2013年7月6日18时26分），飞机在旧金山国际机场28L跑道即将着陆时坠毁，飞机撞到机场跑道盡頭的海堤，引擎和机尾脱落，机尾残骸散落在跑道上，机身滑行从左侧衝出跑道，最后停在离海堤610公尺的地方。幸存的乘客称飞机降落时太靠近水面，美國國家運輸安全委員會（NTSB）负责人称飞行员反应太慢，在最后时刻试图加速提升飞机高度，但为时已晚。目击者称飞机着陆瞬间出现了火球，几分钟后发生爆炸，浓烟從机身冒出。飞机停止后，机长并未立即疏散乘客。90秒后，機組人員打開緊急逃生滑梯疏散乘客，部分逃生梯因撞擊而無法開啟，幸好飛機殘骸形成階梯供乘客逃生。虽然受到強烈撞击，但许多乘客还可以自行離開飛機。媒体照片显示飞机的紧急逃生滑梯在事故中打開，机身前部烧出大洞，飞机尾部則脱离了机身，撞上了跑道尽头附近的防波堤。
當時飞机正按标准程序降落，降落时天气晴朗。由於机场正進行維修，可以提示機師飛機下降斜率的仪表着陆系统（ILS）中的下滑道（Glideslope）被关闭。
这是韩亞航空成立25年来的第三次致命空难，也是波音777客机的首次致命空难。该机是全球歷史上第三架在事故中机身损毁的波音777客机。

## 事故原因

OZ214座位图表

OZ214座位圖表

美国国家运输安全委员会在2013年12月份的调查报告中指出，機長使用自動油門，確信速度不會有問題。由於飛行高度過高，機長改為人手控制，自動油門也因此停止運作。此時兩台引擎開始以怠速運作，但两名飞行员没有注意到航速續漸降低，速度最低減至103節，比正常慢34節。當系統發出低速警報時，飛行員立即把引擎設定為最大推力並嘗試重飛，但為時已晚。7秒後，主起落架撞向海堤，引擎及尾翼與主機身分離。其餘的部分在跑道上衝前了730公尺，其間機身大幅向前傾，機頭貼着地面旋轉了大約330°。此外，机场的部分仪表着陆系统因为正在维修并未启动，从而影响飞行员无法按照他们最熟悉的程序进行操作。
其他一些社会和文化因素也是造成这起事故的原因之一。例如机长李江国对调查人员说，本来两名驾驶员中的任何一名均可以决定中断着陆。但是由于等级制度的原因而很难如此去做，而他当时也处在一名飞行教官的监督之下。另外，飞机着陆时跑道上的强光曾让飞行员短暂失明，而韩国飞行员不戴墨镜是因为这在韩国是一种不礼貌的行为。
美国国家运输安全委员会的调查报告建议改进驾驶舱的设计，从而让机组人员更难忽略航速过低等问题。美国的一些航空公司在此前要求飞行员在降落时手动控制油门，感受飞机位置，以避免发生类似的问题。但是韩国航空公司并无此要求。
韩亚航空在2014年3月向美国国家运输安全委员会提交的文件中表示，複雜的软件设计导致了飞行员称之为“飛行高度層改變陷阱”的情况，造成飞行员降落的时候发生失误，而飞行员并没有接受过这方面的培训。
機組人員雖然有豐富的飛行經驗，但多處於自動駕駛狀態，手動駕駛時間僅數百小時，這也導致在自動駕駛遇到突發狀態時，機組人員並未能即時反應。

## 乘客和机组人员
| 國籍           | 乘客 | 機組 | 總計 |
| -------------- | ---- | ---- | ---- |
| 中华人民共和国 | 141  | 0    | 141  |
|                | 77   | 14   | 91   |
| 美国           | 64   | 0    | 64   |
| 印度           | 3    | 0    | 3    |
| 加拿大         | 3    | 0    | 3    |
| 泰國           | 0    | 2    | 2    |
| 越南           | 1    | 0    | 1    |
| 日本           | 1    | 0    | 1    |
| 法國           | 1    | 0    | 1    |
| 總計           | 291  | 16   | 307  |

乘客和机组人员國籍分布见右表。
约一半的乘客为中华人民共和国籍，其中多数系乘坐韩亚航空362号班机从上海浦东国际机场起飞，在仁川国际机场转乘韩亚航空214号前往旧金山。乘客包括一个由70名中国大陆浙江省和山西省的中学生及教师组成的赴美游学团，其中30位学生和4位老师来自浙江省江山市江山中学；17名学生和5名老师来自山西省太原市第五中学，其余13名学生和1名老师来自山西省太原市外国语学校。
空难造成三人遇难，遇难的三人均为江山中学赴美游学的女学生：王琳佳、叶梦圆，刘易芃。其中王琳佳、叶梦圆两人事发时坐在飞机的尾部，机尾断裂后被甩出，其尸体均在机外寻获。三人中，王琳佳因未系安全带，当场遇难；叶梦圆则在医院伤重不治；刘易芃病情危重，7月12日抢救无效死亡。事后，旧金山圣马特奥法医办公室于当地时间2013年7月18日认定，叶梦圆在彈出飛機後遭趕往現場救災的消防車輾斃，她在空难时没有受到任何致命伤。但是旧金山市政府2014年1月29日发布的报告称，叶梦圆在空难后被弹出飞机即死亡，并非先前法医所说的死于救援消防车碾轧，从而直接否定了解剖叶梦圆遗体的圣马特奥法医办公室结论。
空难还造成180人受伤，其中6人伤势严重。伤者在当地的9家医院救治。多数重伤的乘客都坐在飞机尾部，包括六名脊椎受损、麻痹和头部受伤的危重伤者。

## 事后

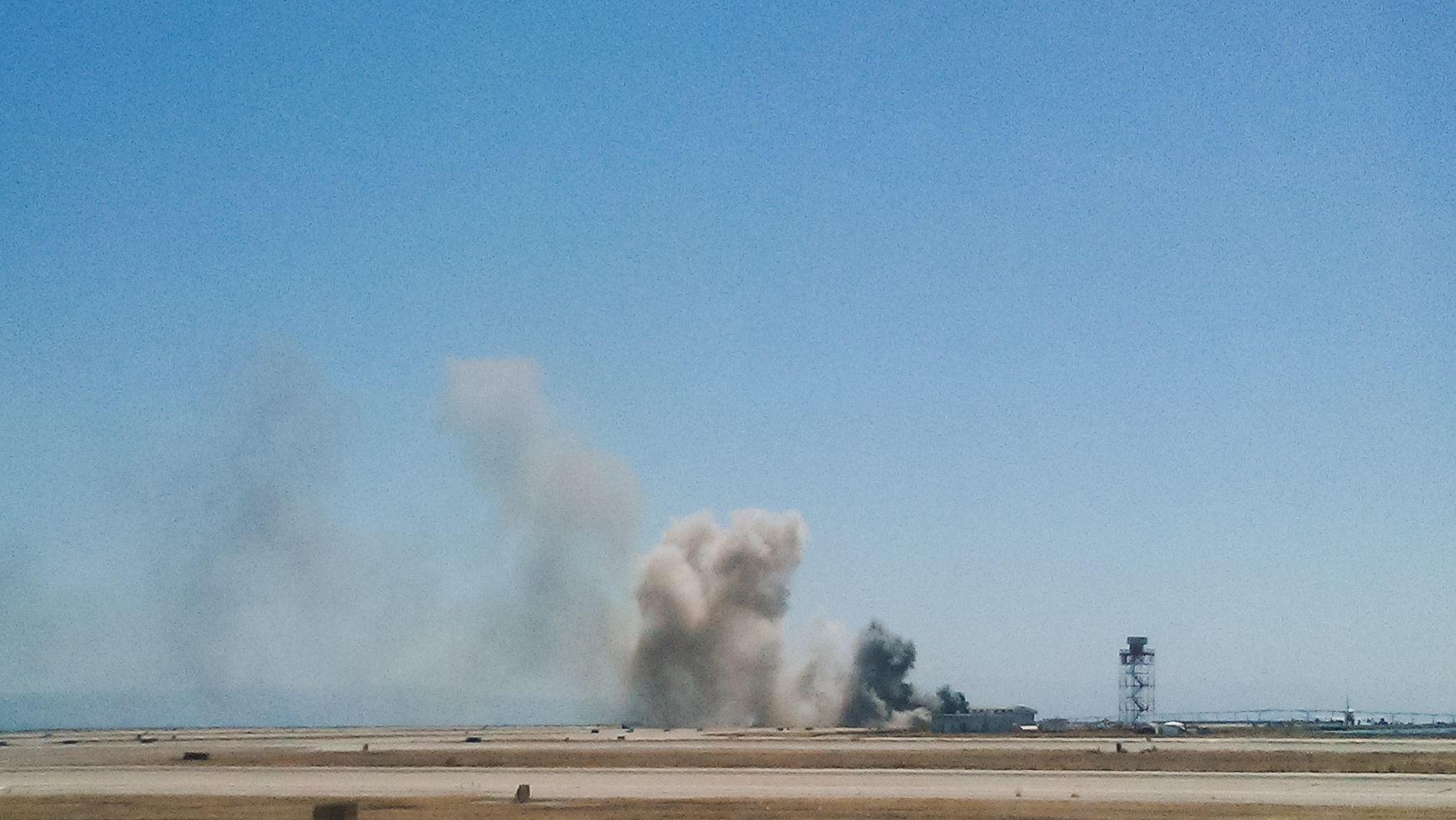
从跑道上的另一架飞机上拍摄到的失事飞机冒出的浓烟

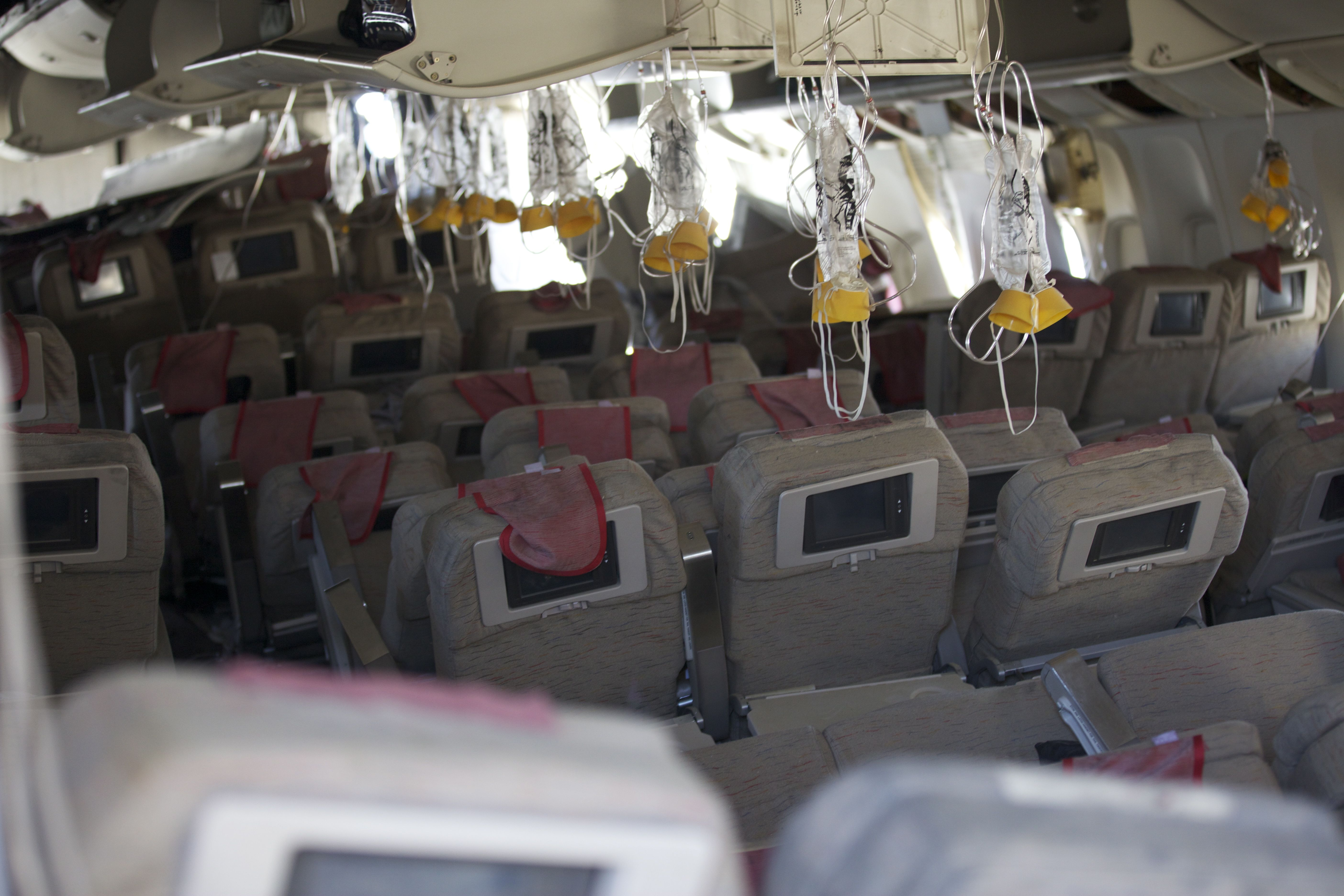
事发后的经济舱舱位

涉事机场在事故发生后关闭，原定降落在旧金山国际机场的航班改為降落到旧金山湾区的其他机场（诺曼·峰田圣何塞国际机场、奥克兰国际机场）、萨克拉门托国际机场、洛杉矶国际机场和西雅图－塔科马国际机场，旧金山国际机场的两条跑道大约于旧金山当地时间2013年7月6日15时30分（UTC时间2013年7月6日22时30分）重新开放。
事後，韓亞航空將仁川至三藩市的航班編號由OZ214/213變更為OZ212/211。
韓國最高法院於2014年11月14日宣布，韓亞航空的仁川至舊金山航線停飛45天，以作為對該公司的處罰。

## 类似事故
美国国家运输安全委员会的调查认为飞行员操作现代驾驶舱内自动化系统的能力相当有限，而且这是一个普遍存在的问题。一些航空事故也是因为相似问题导致：
- 大韩航空801号班机空难，同样因为机场仪表着陆系统的下滑道关闭维修导致的空难。
- 土耳其航空1951号班机空难，因高度计故障而提前接地。
- 中國北方航空6901號班機空難，因机师训练不足、操作失误导致飞机提前接地坠毁。
- 大韓航空015號班機空難，因降落时撞上防波堤而坠毁。
- 韓亞航空162號班機事故，韓亞航空的另一起與本事故非常相似的事故，亦在無ILS系統指引下降落導致飛機失事。

## 影視
本事件收錄在國家地理頻道《空中浩劫》節目15季第2集。